# Минхочао
Минхоча́о или вернее правильное произношение Миньокан (порт. minhocão от minhoca — «червь») — огромный гипотетический червь, криптид, якобы обитавший в Бразилии до XX века. Индейцы Бразилии называют его битата, мбои-ассу или мбои-тата. Последнее название происходит из старого языка племен тупи и означает «огненная змея».

## Описание
Червь красно-бурого цвета, длиной до 45 метров, имеющий чешуйчатую кожу и дополнительные органы обоняния — щупальца. Он может опрокидывать лодки и утаскивать скот, к тому же роет огромные подземные ходы и траншеи.